# 百沢
百沢（ひゃくざわ）は、青森県弘前市の大字で、旧中津軽郡岩木町の大字。郵便番号は036-1343。

## 地理
岩木山の麓の地区のひとつで、当地を青森県道3号弘前岳鰺ケ沢線・青森県道30号岩木山環状線・岩木山8合目まで有料道路津軽岩木スカイラインが通る（入口は隣接する常盤野、出口は百沢になる）。北は大森、東は貝沢・鬼沢・高杉・弥生・新岡・葛原・高岡・新法師、南は館後・国吉・中野・中畑、南西は中津軽郡西目屋村白沢、西は常盤野、西津軽郡鯵ヶ沢町長平町に接する。

### 小字
小字として大平野・岸田・久保田・小松野・笹平・三本柳・裾野・高田・田川・旦の越・鶴田・寺沢・温湯・東岩木山・山田がある。

## 歴史
- 1935年（昭和10年） - 岩木山・岩木山神社に対する信仰から観光化が進められ、道路等が整備され、弘前市との間に路線バスが4往復運行される。
- 1958年（昭和33年） - 岩木山が県立自然公園の指定を受ける。
- 1960年（昭和35年） - 岩木実験農場が発足。
- 1964年（昭和39年） - 当地の桜林で温泉ボーリングが成功し、いわき荘が完成。
- 1975年（昭和50年） - 岩木山百沢土石流災害が発生。

### 沿革
- 1889年（明治22年） - 岩木村の大字になる。
- 1891年（明治24年） - 当時の記録では人口710、戸数121、厩90、学校1であった。
- 1961年（昭和36年） - 岩木町大字百沢になる。
- 2006年（平成18年） - 弘前市への合併とともに弘前市の大字になる。

## 世帯数と人口
2017年（平成29年）6月1日現在の世帯数と人口は以下の通りである。
| 大字             | 世帯数  | 人口  |
| ---------------- | ------- | ----- |
| 百沢（小字全域） | 443世帯 | 917人 |

## 交通
- 弘南バス
  - 弥生平、弥生北口、弥生いこいの広場（弘前バスターミナル - 弥生線）停留所。
    - 弥生いこいの広場経由は、夏期営業期間の日曜・祝日・休校日に1往復のみ経由。

  - 観光りんご園前、百沢東口、岩木山神社前、百沢温泉前、ゴルフ場前、岩木山総合公園、清水湖、草山、地蔵尊前、農場前（弘前バスターミナル - 枯木平線）停留所。
  - 百沢東口、岩木山神社前、百沢温泉前、いわき荘前（弘前バスターミナル - 高岡経由 - いわき荘線）停留所。
    - 冬期スキーシーズンに一部の便で、いわき荘前 - 百沢スキー場間の延長運行が行われる。

  - 三本柳、三本柳温泉前、中野、百沢温泉前、百沢神社前、百沢東口（三本柳 - いわき荘・高岡経由 - 義塾高校線）停留所。

## 小・中学校の学区
市立小・中学校に通う場合、学区は以下の通りとなる。
| 大字 | 小字・番地     | 小学校                 | 中学校                 |
| ---- | -------------- | ---------------------- | ---------------------- |
| 百沢 | 一部           | 弘前市立岩木小学校     | 弘前市立津軽中学校     |
| 百沢 | 東岩木山の一部 | 弘前市立船沢小学校     | 弘前市立船沢中学校     |
| 百沢 | 裾野           | 弘前市立常盤野小中学校 | 弘前市立常盤野小中学校 |

## 施設

### 教育
- 百沢保育所

### 福祉
- 拓光園
- 拓光園2号館
- 山郷館デイサービスセンター

### 商業
- 百沢温泉
- 弘前市観光りんご園
- 岩木山百沢スキー場
- 津軽カントリークラブ百沢コース

### 宿泊
- 温泉旅館中野
- アソベの森いわき荘

### 公共
- 桜林公園
- 桜林公園キャンプ場
- 百沢郵便局
- 上弥生集会場
- 岩木山総合公園
- 岩木山総合公園体育館
- アソベの森ゴルフ練習場
- 弘前市野外活動施設弥生いこいの広場
- 弥生いこいの広場オートキャンプ場

### 寺院
- 求聞寺

### その他
- 岩木高原県立自然公園

### 重要文化財
- 岩木山神社